# ViewSonic
 (26 novembre 2016).
ViewSonic Corporation est une société électronique multinationale privée taïwanaise-américaine dont le siège social est à Brea, en Californie, États-Unis et un centre de recherche et développement à New Taipei City, à Taiwan.
La société a été fondée en 1987 sous le nom de Keypoint Technology Corporation par James Chu et a été renommée en son nom actuel en 1993, d'après une marque de moniteurs lancée en 1990. Aujourd'hui, ViewSonic se spécialise dans le matériel d'affichage visuel, y compris les écrans à cristaux liquides, les projecteurs, et des tableaux blancs interactifs, ainsi que des logiciels de tableau blanc numérique. La société opère sur quatre marchés clés : l'éducation, l'entreprise, le divertissement et le gaming.

## Principaux concurrents
- Acer
- ASUS
- AOC
- Hewlett-Packard (HP)
- Samsung Electronics
- LG Electronics
- BenQ